# Larry Norman

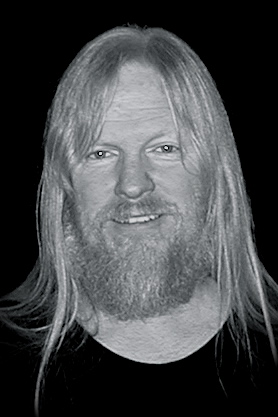
Larry Norman (2001)

Larry David Norman (Corpus Christi (Texas), 8 april 1947 – Portland (Oregon), 24 februari 2008) was een Amerikaanse muzikant. Hij is vooral bekend vanwege zijn christelijke achtergrond en staat bekend als de 'vader van de christelijke rockmuziek'.

## Positionering
Zijn muziek kon op veel weerstand rekenen uit conservatief christelijke hoek, niet op de laatste plaats door Normans ruige uiterlijk. Norman kreeg echter juist veel aanhang in de opkomende tegenbeweging tegen de heersende christelijke cultuur. Vooral in de jaren zeventig was Norman controversieel, ook vanwege zijn standpunten in sociale vraagstukken. Sinds die tijd is er altijd een bepaalde spanning geweest rondom hem, ook al werd hij steeds meer geaccepteerd in de conservatieve kerken.
Een van zijn bekendste nummers is Why should the devil have all the good music? waarin hij het recht opeist om als christen rockmuziek te maken. Ook verweert hij zich tegen verwijten van met name Amerikaanse christenen over zijn 'wereldse' uiterlijk. "De kerken zouden mij nooit accepteren omdat ik eruitzag als een straatjongen met lang haar en een vale spijkerbroek", zei hij in een interview met een Amerikaans muziektijdschrift. De opname in 2001 in de Gospel Music Hall of Fame kan als een zekere vorm van erkenning worden gezien voor de bijdrage van Norman aan het christelijke muziekgenre.
In Nederland dankt Norman zijn bekendheid voor een groot deel aan verschillende optredens op het Flevo Festival.

## Levensloop
Norman groeide op in San Francisco. Op jonge leeftijd was hij gefascineerd door de muziek van Elvis Presley. In diezelfde tijd vergezelde hij zijn vader vaak bij zijn zendingsactiviteiten wanneer deze ziekenhuizen en gevangenissen bezocht. Op negenjarige leeftijd begon hij met het schrijven van rock-'n-roll-liedjes en probeerde daar een spirituele boodschap in te verwerken.
Halverwege de jaren 60 ging hij uit huis en verhuisde naar San Jose (Californië). Daar raakte hij betrokken in de plaatselijke rockscene. In 1965 voegde hij zich bij de nieuw ontstane band People!. De band boekte redelijke successen met haar eerste album en single, maar viel uiteen door een intern dispuut. De meeste bandleden hingen de Scientology-leer aan en eisten dit ook van de rest van de leden. Norman en een ander bandlid weigerden dit en verlieten de band. Later zouden de bandleden in 1974, en later nogmaals in 2006, samen spelen. Op 19 oktober 2007 gaven zij hun laatste concert.
Normans eerste soloalbum Upon This Rock verscheen in 1969. Hij werd benaderd door Paul McCartney die zijn muziek met hem wilde bediscussiëren. In 1972 verscheen met behulp van Beatles-producer George Martin een tweede album genaamd Only Visiting This Planet. In dat jaar speelde hij ook mee in een film Son of Blob. In de jaren daarna verscheen So Along Ago the Garden (1973) en In Another Land (1976). Beide albums staan – samen met Only Visiting This Planet – bekend als de The Trilogy.
In de jaren zeventig wilde Norman muzikanten helpen die drugsproblemen hadden en begon een Bijbelstudiegroep onder de naam The Vineyard. Bob Dylan werd een van de bezoekers. Ook muzikaal werd Dylan door hem geïnspireerd. Onder de (latere) muzikanten die aangaven Norman als voorbeeld te zien waren Van Morrison, John Mellencamp en sommige leden van U2. Zijn liedjes zouden meer dan driehonderd keer gecoverd worden.
Zijn meest creatieve periode kende Norman in de periode 1966-1978, maar ook daarna zouden met enige regelmaat albums volgen van zijn hand. In zijn liedjes zong hij veel over onderwerpen als politiek, de vrije moraal, commercialisering van de oorlog, hekserij en occultisme, het gevoel van vervreemding, religieuze hypocrisie en andere onderwerpen.
Norman zou in 1989 gaan optreden in de Sovjet-Unie, maar zijn concert werd na twintig minuten afgebroken door soldaten. Ondanks dit incident keerde hij 1990 terug en zou nog zeven maal optreden in het Olympisch Stadion van Moskou.
In het begin van de jaren 90 kreeg Larry Norman verschillende hartaanvallen. Hij overleed daar uiteindelijk begin 2008 op zestigjarige leeftijd aan.
- Gemeinsame Normdatei: 1159986177
- International Standard Name Identifier: 0000 0000 3501 3670
- Library of Congress Control Number: n94118354
- MusicBrainz: 4d4c3444-f06e-4591-9f3c-55a21fa7ebc2
- Nederlandse Thesaurus van Auteursnamen: 070602441
- Virtual International Authority File: 16465435
- WorldCat: E39PBJdgTYyRXpBWcdHbYwHDMP